# Georg von der Groeben
Graf Georg Reinhold von der Groeben-Neudörfchen (* 16. Juni 1817 in Schrengen, Kreis Rastenburg; † 25. Januar 1894 auf Gut Neudörfchen, Kreis Marienwerder) war ein preußischer General der Kavallerie.

## Leben

### Familie
Georg Reinhold entstammte dem verbreiteten märkischen Adelsgeschlecht der von der Groeben, das zahlreiche Militärs hervorgebracht hatte. Er war der älteste Sohn des späteren preußischen Generals der Kavallerie und Majoratsbesitzers auf Neudörfchen Karl von der Groeben (1788–1876) aus dessen Ehe mit Selma, geborene von Dörnberg (1797–1876).

### Militärlaufbahn
Groeben trat 1836 in die Preußische Armee ein, wurde 1837 Sekondeleutnant und 1842 Adjutant des Prinzen von Preußen, des späteren Königs von Preußen Wilhelm I. 1849 nahm er am Feldzug in der Pfalz und in Baden teil, der zur Niederschlagung der Badischen Revolution führte. 1853 wurde er zum Flügeladjutanten König Friedrich Wilhelms IV. ernannt. 1858 erhielt Groeben als Oberst sein erstes Kommando und wurde Kommandeur der Leibgendarmerie, anschließend Kommandeur des 3. Husaren-Regiments in Rathenow. 1864 nahm er am Krieg gegen Dänemark teil. 1865 wurde er zum Generalmajor befördert und übernahm 1866 die 3. Kavallerie-Brigade in Erfurt. Im Krieg gegen Österreich griff er am 3. Juli 1866 während der Schlacht bei Königgrätz gegen die schwere österreichische 3. Reserve-Kavallerie-Division unter Generalmajor von Coudenhove im Gefecht bei Stresetitz ein, wurde dabei verwundet und später mit dem Orden Pour le Mérite ausgezeichnet. Nach dem Friedensschluss übernahm er das Kommando über die 14. Kavallerie-Brigade in Düsseldorf.
Im Krieg gegen Frankreich kommandierte Groeben 1870/71 als Generalleutnant die der 1. Armee zugeteilte 3. Kavallerie-Division (6. und 7. Kavallerie-Brigade) im Raum Metz. Im Januar 1871 erhielt er zur Deckung des Raumes nordöstlich von Paris Teile des I. Armee-Korps unterstellt und sicherte gleichzeitig die südliche Flanke der Armee des Generals von Goeben im Raum Amiens-Corbie bis zur Hallue. Während der Schlacht bei Saint-Quentin stieß er mit seinem kombinierten Korps unterstützend auf Vermand und Etreillers vor.
Nach dem Frieden übernahm er am 23. Mai 1871 das Kommando über die 4. Division in Bromberg. Schon während des Deutsch-Französischen Krieges hatte sich von der Groeben mit seinem Korpsgeneral Edwin von Manteuffel überworfen. Von der Groeben beantragte seine Versetzung, um Manteuffel nicht mehr unterstellt zu sein. Im Januar 1872 übernahm er die 5. Division in Frankfurt (Oder). Von Frankfurt aus schrieb er einen scharfen Brief an Manteuffel, woraufhin dieser von der Groeben verhaften ließ. Von der Groeben wurde zu einer viermonatigen Haft in der Festung Glogau verurteilt, jedoch nach 14 Tagen im Juli 1872 begnadigt.
1875 endete seine militärische Laufbahn als General der Kavallerie, bevor er nach dem Tod seines Vaters 1876 die Verwaltung der ererbten Güter übernahm. 1877 wurde Groeben auf Präsentation des Grafenverbandes der Provinz Preußen Mitglied des Herrenhauses, dem er bis zu seinem Tod angehörte.

### Familie
Groeben heiratete Elisabeth Gräfin von Münster-Ledeburg. Das Paar hatte vier Töchter:
- Selma (1856–1938)
- Asta (1858–1915) ⚭ Karl Richard Andreas von Kanitz (1862–1946)[3]
- Erna Eleonore Hedwig (1868–1951)